# 久離
久離（きゅうり・旧離）とは、江戸時代において失踪（欠落）した親族との血縁関係の断絶を宣言すること。

## 概要
失踪した親族が事件を起こして、何も知らない親族が縁坐の対象とされたり、勝手に借財を作ってその返済を親族に求められたりなどの事態に遭わないように失踪した者の目上の親族が申請を出すことが許されていた。また、従兄弟のような同格とみなされた親族からの久離は「義絶」という形で認められていた。反対に妻や子・孫など目下とされていた親族が届け出をすることは、安永3年（1773年）以後「逆離」として罪に問われるようになった（もっとも、目上の親族が出す久離願に失踪者の妻子が連名させられたという体裁で久離が認められる場合などの抜け道もあった）。また、武士の久離には主君（もしくは頭支配などの上司）の許可が必要とされ、身分の高い武士の久離は認められなかった。
久離の申請は久離願を所定の手続によって所管の奉行所・代官所に出して帳付けを受けて人別改帳からその名前を外して貰う必要があった。その法的効果は実際に久離願に名前を連ねた親族に対してのみ有効であった。また、一度久離が認められた場合でも失踪した者が帰還して更生したと認められる場合には帳消願を出すことで取り消すことも出来た。なお、久離願の出されない久離は「内証久離」と呼ばれて法的効果は無かった。また、勘当も「追出久離」と呼ばれて久離の措置が取られる場合もあったが、法概念上は両者は異なるものとされていた。失踪に伴う久離に限定する場合には「欠落久離」とも称された。
明治4年（1871年）の戸籍法制定によって久離の制度は廃止された。